# Mina de San Miguel
La mina de San Miguel es un yacimiento minero español situado dentro del término municipal de Almonaster la Real, en la provincia de Huelva. La explotación ha estado activa en varias ocasiones durante la Antigüedad y la Edad Contemporánea, si bien a día de hoy el yacimiento se encuentra inactivo.

## Historia

### Antigüedad
Al igual que ocurrió en otros yacimientos de la Faja pirítica ibérica, hay constancia de que en época romana se realizaron labores mineras en San Miguel. Los estudios contemporáneos de los escoriales romanos de la zona han indicado que la plata fue el metal de mayor producción durante este período.

### Edad Contemporánea
La Mina de San Miguel fue reactivada durante el siglo XIX, tras la visita a la zona del ingeniero francés Ernest Deligny. Inicialmente fue explotada por la sociedad Solá Hermanos mediante labores subterráneas y a cielo abierto, quedando inactiva en 1868. Con posterioridad pasó a manos de la portuguesa Companhia Mineira de San Miguel, que reactivó la explotación en 1888. La sociedad lusa vendería el yacimiento a un capitalista británico en 1898, pasando entonces a manos de la recién constituida San Miguel Copper Mines Limited. Durante aquellos años la explotación de San Miguel vivió su auge, levantándose en la zona varias instalaciones industriales para el tratamiento mineral. El yacimiento llegó a estar enlazado con la línea Zafra-Huelva a través de un ramal de vía estrecha ―con una longitud de 18,330 kilómetros― que llegaba hasta un empalme cerca del apeadero de El Tamujoso. A través de esta conexión se podía dar salida a los minerales extraídos hasta el puerto de Huelva.
Con posterioridad a 1917 la mina pasó por manos de distintos propietarios, al tiempo que la explotación entró lentamente en declive. El ferrocarril de vía estrecha fue desmantelado y las labores de extracción cesaron, centrándose la actividad en el tratamiento de las aguas cobrizas por cementación. En 1959 la empresa Productos Químicos de Huelva, una filial de la Compañía Española de Minas de Río Tinto, volvió a poner en marcha la explotación de San Miguel. Durante esa nueva etapa se ampliaron las labores en la corta y se puso en marcha la producción concentrados de pirita a partir de los azufrones existentes. Tras cesar estas actividades en 1970, el yacimiento estuvo nuevamente activo entre 1980 y 1981 bajo gestión de Río Tinto Minera, que explotó el gossan de los vacíes de la zona. 
En la actualidad San Miguel se encuentra abandonada y sin actividad. La corta a cielo abierto de la mina tiene unas dimensiones de 330 metros de largo por unos 140 metros de largo.